# José Ramón García Ortiz
José Ramón García Ortiz (San Fernando, Andalucía, España, 17 de enero de 1965) es un ex-árbitro de baloncesto español de la liga ACB. Pertenece al Comité de Árbitros de Andalucía.

## Trayectoria
De los 14 a los 17 años, fue jugador donde llegó a jugar en 2ª División. José Ramón ha vivido el baloncesto en todas sus vertientes (jugador, entrenador y árbitro), algo que le ha ayudado a comprender la reacción de los jugadores y entrenadores.
Se inició en el arbitraje en la temporada 1986-87 teniendo una trayectoria rápida hasta debutar, en 1992, a la ACB. A lo largo de su carrera ha dirigido varias finales de la Liga ACB y también de la Copa del Rey de Baloncesto.
En agosto de 2015, recibió la insignia de oro de la FEB de manos del presidente, José Luís Sáez, antes en el descanso del España-Bélgica, el que fue su último partido como árbitro FIBA, arbitrando junto a Miguel Ángel Pérez Pérez y Benjamín Jiménez Trujillo. Era árbitro internacional desde el año 1999.
Tras 28 temporadas en la élite se retiró del arbitraje en 2020.

## Temporadas
| Categoría        | País   | Año         |
| ---------------- | ------ | ----------- |
| Categorías bases | España | 1986 - 1992 |
| Liga ACB         | España | 1992 - 2020 |